# Яхия паша джамия
Яхия паша джамия или Якуб джамия (на македонска литературна норма: Јахја-пашина џамија; на турски: Yahya Paşa Camii) е мюсюлмански храм в Скопие, столицата на Северна Македония, една от най-представителните в града.

## Местоположение
Джамията е изградена в северната част на Скопие.

## История
Според надписа в нишата над главния вход, изписан със сюлюс шрифт, джамията е построена в 909 година от хиджра (= 1503/1504 от Христа) от Яхия паша, бейлербей на Румелия, санджак бей на Босна, везир и зет на султан Баязид II (1481 – 1512) и управител на Скопие. От двете страни на входа със същия шрифт са изписани цитати от Корана.
В началото на XX век храмът е ударен от гръм, който му нанася значителни щети. В 1915 година по време на Първата световна война джамията е използвана за артилерийска работилница, а след войната отново започва да се използва за религиозни обреди.

## Архитектура
Храмът е многократно е преправян и разширяван. Според османския пътешественик от XVII век Евлия Челеби джамията е имала купол, което се потвърждава от проучванията. Джамията има квадратен план и странични стаи, табхане, което я причислява към джамиите тип завие. Куполът вероятно е унищожен при големия пожар от 1689 година. В 1720 година при възстановяването на храма видът му е значително променен – централният купол е заменен с пирамидален покрив, а петкуполният трем е засводен. Тремът е на шест цилиндрични колони от бял мрамор, оформящи островърхи арки.
Минарето на западната страна на трема е тънко и високо 55 m заедно с кюлаха – най-високо от скопските и изобщо от румелийските минарета. На върха му има златен полумесец и звезда. Шерефето има каменни парапетни плочи, перфорирани с многоъгълни и звездовидни мотиви, както и богата сталактитна декорация отдолу. Основата на минарето има декоративни ъглови пиластни с островърхи арки, а преходът към тялото е с ромбове, издялани в камък. Над тях има пръстен с красив фриз с руми орнаменти в тъмно червено. Евлия Челеби сравнява елегантността му с едно от минаретата на „Света София“ в Цариград.
В интериора впечатляващи са михрабът и минберът, прецизно издялани от профилиран мрамор, както и дървеният махвил. Порталът, наподобяващ този на Хатуние джамия в Токат (980 от х. = 1485/1486 от Хр.), се отличава със своята простота и хармония на изтънчената декорация. Засводен с перфектно изработена сталактитна декорация. В горната му част има венец от орнаменти в мрамор в руми стил. Двукрилата орехова врата е оригинална. Декорирана е изящно с геометрични орнаменти с мотиви от многоъгълни арабески в техника кюндекари. В горните части има калиграфски цитати от Корана. Централният мотив е десетлъчата звезда обкована със слонова кост. В горната и долната част има и метални елементи.
Стенописите в интериора са късни. По стените има рисунки, имитиращи мраморна декорация. Стилизирана розета, заобиколена от растителни плетеници, е изписана в квадратното пространство на дървения таван. Прозорците са с витражи с различни геометрични мотиви.
На двора има шадраван, изграден късно, както и остатъци от открито тюрбе, за което се смята, че е гробът на Мехмед паша, син на Яхия паша, както и няколко надгробни камъка.